# Gouvernement Revilla III
 Cantabrie
Diego Revilla IV
Le gouvernement Revilla III est le gouvernement de Cantabrie entre le 10 juillet 2015 et le 8 juillet 2019, durant la IXe législature du Parlement de Cantabrie. Il est présidé par Miguel Ángel Revilla.

## Composition
| Fonction | Titulaire | Titulaire                                                                | Parti |
| --- | --------- | ------------------------------------------------------------------------ | ----- |
| Président |           | Miguel Ángel Revilla Roiz                                                | PRC   |
| Vice-présidente Conseillère à l'Enseignement supérieur, à la Recherche, à l'Environnement et à la Politique sociale |           | Rosa Eva Díaz Tezanos                                                    | PSOE  |
| Conseiller à la Présidence et à la Justice                                                                          |           | Rafael de la Sierra González (jusqu'au 10/04/2019) Paula Fernández Viaña | PRC   |
| Conseiller aux Travaux publics et au Logement                                                                       |           | José María Mazón Ramos (jusqu'au 22/03/2019) José Luis Gochicoa González | PRC   |
| Conseiller à l'Économie, aux Finances et à l'Emploi                                                                 |           | Juan José Sota Verdión                                                   | PSOE  |
| Conseiller à l'Éducation, à la Culture et aux Sports                                                                |           | Ramón Ruiz Ruiz (jusqu'au 20/09/2017) Francisco Fernández Mañanes        | PSOE  |
| Conseiller à l'Environnement, à la Pêche et à l'Alimentation                                                        |           | Jesús Oria Díaz                                                          | PRC   |
| Conseiller à l'Innovation, à l'Industrie, au Tourisme et au Commerce                                                |           | Francisco Luis Martín Gallego                                            | Sans  |
| Conseillère à la Santé                                                                                              |           | María Luisa Real González                                                | PSOE  |